# Gérard Dubois
 (décembre 2024).
Si vous disposez d'ouvrages ou d'articles de référence ou si vous connaissez des sites web de qualité traitant du thème abordé ici, merci de compléter l'article en donnant les références utiles à sa vérifiabilité et en les liant à la section « Notes et références ».
 (décembre 2024).
Gérard Dubois, né en 1629 à Orléans et mort le 15 juillet 1696, est un prêtre catholique et historien français.

## Biographie
Gérard Dubois naquit à Orléans en 1629. Après avoir effectué de bonnes études au collège des jésuites de sa ville natale, il s’attacha à la congrégation de l'Oratoire. Ses supérieurs favorisèrent son penchant pour l'histoire en le chargeant des conférences particulières sur l'histoire ecclésiastique, dans la maison St-Honoré. Celles de St-Magloire devenues publiques, firent connaître les recherches de Dubois. Le P. Le Cointe le recommanda à l'archevêque de Paris (Harlay de Champvallon), comme propre à remplir le projet du prélat, de travailler à l'histoire de son église. Dubois, dans l'exécution, répondit si bien à la confiance de tous les deux, que l'archevêque lui fit avoir une pension sur le clerge, et que le P. Le Cointe lui donna une preuve d'estime en lui léguant sa bibliothèque, qui devint portion de celle de l'Oratoire, après la mort de Dubois, arrivée le 15 juillet 1696.

## Œuvres
On sait que le P. Le Cointe publiait les Annales de l'Eglise de France, tellement importantes, qu'elles s'imprimaient au Louvre. Dubois, héritier des manuscrits de l'auteur, prit soin de l'édition du 8e volume, qu'il dédia au roi. La préface ne contient autre chose que la vie du P. Le Cointe. En 1690 parut le volume de l'Histoire de l'Église de Paris, qui va jusqu’à l'an 1108. Dubois ne met l'établissement de la religion chrétienne en France que sous St. Pothin, premier évêque de Lyon, et ne place l'arrivée de St. Denis à Paris que sous l'empire de Dèce. Le 2e volume, qui va jusqu’à l'an 1364, ne parut qu'après la mort de l'auteur, par les soins de P. de la Ripe. Le P. Desmolets y ajouta un errata très utile, des tables, fit l'épitre dédicatoire au cardinal de Noailles, et se servit de la préface pour publier l'éloge de Dubois. On loue la noblesse de son style autant que la sagacité de ses recherches. Reste à juger si les faits et les anecdotes curieuses qu'on y trouve dédommagent de la diffusion qu'on reproche à l'historien. Parmi les dissertations détachées qui accompagnent cette histoire, on remarque celles sur l'origine des Français, sur la distinction des familles, sur les premiers tribunaux de la monarchie française, et sur les Templiers. Dubois avait laissé des mémoires pour un 3e volume, des conférences sur l'histoire ecclésiastique et sur les conciles ; ces manuscrits se conservaient dans la bibliothèque de St-Honoré.